# Gurneydrossel

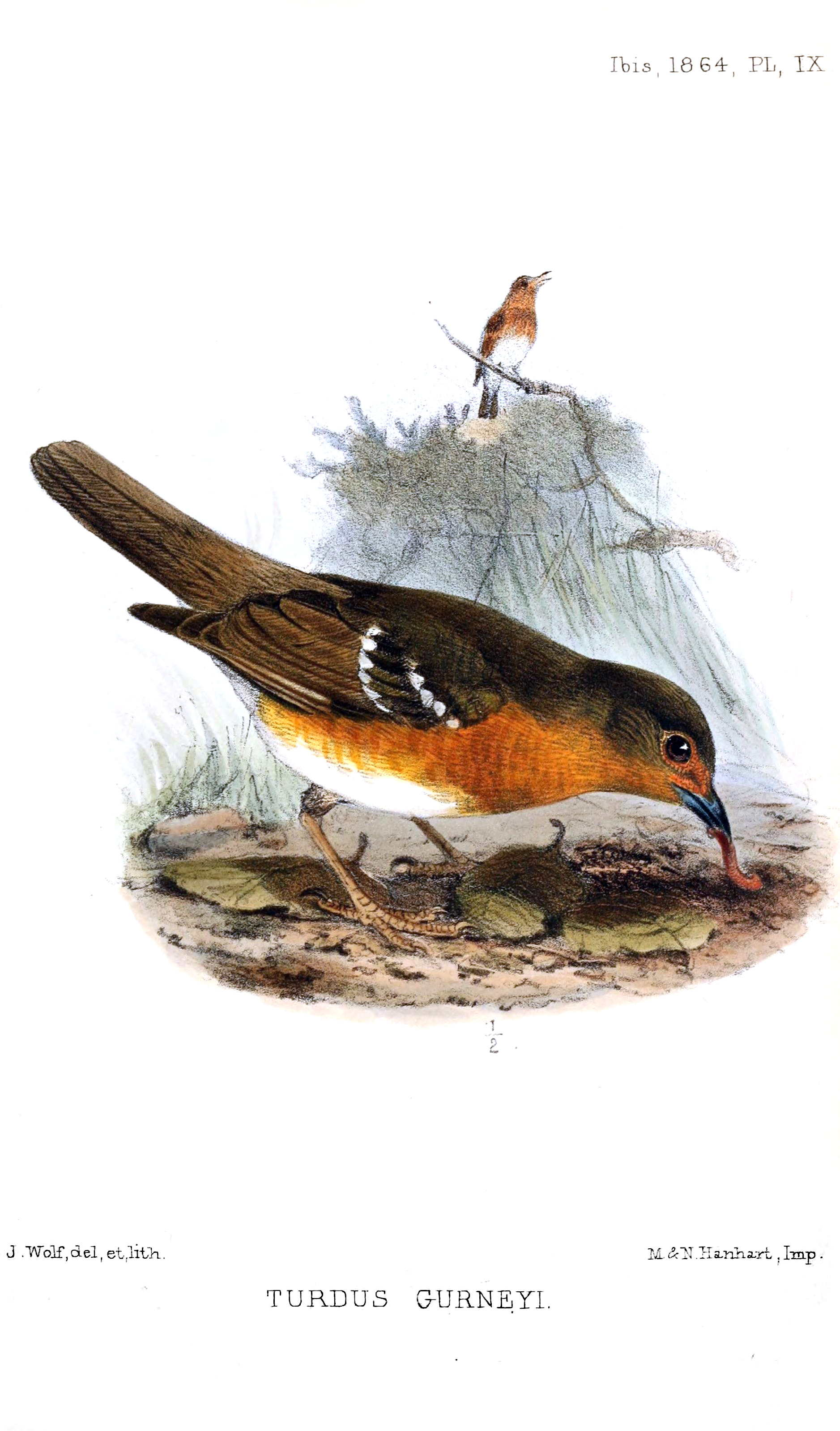
Gurneydrossel, Illustration

Die Gurneydrossel (Geokichla gurneyi, Syn.: Zoothera gurneyi) ist eine kleine bis mittelgroße Drosselart aus der Gattung Geokichla, die in fünf Unterarten von Angola über Südafrika, Zentralafrika bis nach Ostafrika verbreitet ist. Sie wurde 1864 von Gustav Hartlaub beschrieben und nach John Henry Gurney benannt.

## Beschreibung
Die Gurneydrossel erreicht eine Länge zwischen 21 und 23 Zentimeter. Das Gewicht beträgt ungefähr 64 Gramm. Der Kopf ist olivbraun, der Schnabel ist schwarz. Die Kehle ist olivgrün und die Oberseite ist braun. Die Beine sind rosa. Die Iris ist braun.

## Vorkommen und Lebensraum
Die fünf Unterarten G. g. gurneyi, G. g. otomitra, G. g. chuka, G. g. raineyi und G. g. disruptans kommen in Angola, Demokratische Republik Kongo, Kenia, Malawi, Mosambik, Südafrika, Eswatini, Tansania und Simbabwe vor. Ihr Lebensraum sind subtropische und tropische Bergwälder.

## Nahrung und Lebensweise
Die Gurneydrossel geht auf dem Boden auf Nahrungssuche. Ihre Nahrung besteht aus Schmetterlingen, Bienen, Wespen, Heuschrecken und Ameisen. Sie lebt einzeln oder paarweise und ist monogam. Das Nest wird auf dem Boden aus Stroh, Laub und Feigenblättern errichtet. Zum Schutz vor Fressfeinden befindet es sich unter einem Busch. Das Weibchen legt ein bis drei blaue Eier.